# Чекмаревская
Чекмаревская — деревня в Шенкурском районе Архангельской области. Входит в состав муниципального образования «Ровдинское».

## География
Деревня расположена в южной части Архангельской области, в таёжной зоне, в пределах северной части Русской равнины, в 65 километрах на юг от города Шенкурска, на правом берегу реки Суланда, притока Пуи. Ближайшие населённые пункты: на востоке деревня Михайловская, на севере, на противоположенном берегу реки, деревня Никольская.
Часовой пояс
Чекмаревская, как и вся Архангельская область, находится в часовой зоне МСК (московское время). Смещение применяемого времени относительно UTC составляет +3:00.

## Население
| 2002 | 2010 | 2012 |
| ---- | ---- | ---- |
| 3    | ↘2   | ↗4   |

## История
В «Списке населенных мест Архангельской губернии к 1905 году» деревня Чекмаревская(Голышкино) насчитывает 8 дворов, 21 мужчину и 27 женщин.  В административном отношении деревня входила в состав Суландского сельского общества Ровдинской волости.
На 1 мая 1922 года в поселении 9 дворов, 21 мужчина и 30 женщин.